# Musica transalpina
Musica Transalpina és una col·lecció de madrigals publicada a Anglaterra per Nicholas Yonge l'any 1588. Els madrigals havien travessat els Alps (d'aquí el nom) en el sentit que la forma madrigal va ser manllevada dels italians, i les peces incloses en la col·lecció eren principalment d'italians, tot i que la lletra va ser convertida a l'anglès per Yonge. Va ser la primera i més gran antologia isabelina de madrigals italians, i va marcar l'inici de l'edat d'or del madrigal a Anglaterra.
Musica transalpina conté 57 peces separades de 18 compositors, amb Alfonso Ferrabosco l'ancià amb la majoria i Luca Marenzio el segon. Ferrabosco havia viscut a Anglaterra als anys 1560 i 1570, fet que podria explicar el gran nombre de les seves composicions al llibre; era relativament desconegut a Itàlia.

## Història de la publicació
Musica transalpina va ser impresa per Thomas Este i va aparèixer amb una dedicatòria a Gilbert Talbot. Immediatament després de l'èxit de la primera van seguir diverses antologies similars, començant per "The First Set of Italian Madrigals" de Thomas Watson, publicat el 1590, també per Este. Com en la col·lecció anterior, les composicions, principalment de Marenzio, van ser proveïdes de textos en anglès de Watson. El mateix Yonge va publicar una segona Musica transalpina el 1597, amb l'esperança de duplicar l'èxit de la primera col·lecció.